# 16 Blocks
16 Blocks ist ein deutsch-amerikanischer Actionfilm/Thriller aus dem Jahr 2006. Die Regie führte Richard Donner, die Hauptrolle spielte Bruce Willis.

## Handlung
Der überarbeitete und alkoholkranke New Yorker Polizist Jack Mosley soll den Zeugen Eddie Bunker aus dem Gefängnis in ein Gerichtsgebäude bringen, welches sich 16 Straßenblocks entfernt befindet. Unterwegs üben zwei Attentäter einen Anschlag auf Bunker aus, werden aber durch Mosley aufgehalten. Daraufhin versteckt er sich zusammen mit Bunker, der in einem wichtigen Fall aussagen soll, in einer Bar.
Dort erscheint Frank Nugent – Mosleys Ex-Partner – und versucht ihn davon zu überzeugen, Bunker auf dem Transport sterben zu lassen. Dieser soll nämlich vor Gericht gegen einen Polizisten, der in eine Korruptionsaffäre verwickelt ist, aussagen. Mosley hadert zunächst mit sich, entschließt sich aber dann dazu, Bunker zu beschützen. Nach einer spektakulären Verfolgungsjagd, bei der die beiden sogar einen voll besetzten Bus entführen, erreicht Mosley das Gerichtsgebäude. Bunker hat er mittlerweile laufen lassen. Durch verschiedene Szenen hat der Zuschauer erfahren, dass auch Mosley selbst in die Korruptionsfälle verwickelt ist. Aus Reue möchte er aber alles aufklären. Ein Kollege versucht, Mosley zu töten. Ein Scharfschütze streckt den Attentäter allerdings vorher nieder. Mosley lässt die Machenschaften auffliegen, wandert dafür aber selbst ebenfalls ins Gefängnis.
Als er nach zwei Jahren aus dem Gefängnis entlassen wird, schickt Bunker ihm eine Geburtstagstorte aus seiner eigenen Bäckerei, wie er ihm zuvor versprochen hat.

## Kritiken
James Berardinelli bezeichnete den Film auf movie-reviews.colossus.net als einen der schlechteren Filme von Richard Donner. Die „Chemie“ zwischen Mosley und Bunker würde nicht stimmen. Berardinelli rät sarkastisch, man sollte – um die 16 Blocks hinter sich zu lassen – lieber die U-Bahn nehmen.
Das Lexikon des internationalen Films meint: „Thematisch simpel konstruiert, besticht der Thriller durch einige hervorragend inszenierte Actionsequenzen.“

## Auszeichnungen
Mos Def wurde im Jahr 2006 für den Black Movie Award (heute American Black Film Festival) nominiert.
Die Deutsche Film- und Medienbewertung FBW in Wiesbaden verlieh dem Film das Prädikat „wertvoll“.

## Sonstiges
Richard Donner forderte bei der Premiere des Films die Besucher auf, keinen Pelz zu tragen. Er selbst trug einen Anstecker gegen Pelz und verwendete ein Poster von PETA mit der Aufschrift Fur Is Dead in einer Szene des Filmes.
Auf der DVD befindet sich ein alternatives Ende, in dem sich Frank vor Jack wirft, kurz bevor Franks Helfer Bob auf diesen schießt. Die Kugel geht durch beide durch und tötet Jack. Frank Nugent überlebt verletzt. Am Ende hat Bunker die Torte trotzdem abgeschickt, im Glauben, Jack lebe noch.
Regisseur Richard Donner hat am Ende des Films, als Mosley eine Torte auf den Tisch gestellt wird, einen Cameo-Auftritt.
Der Film spielte in den Kinos weltweit rund 66 Millionen US-Dollar ein, davon 29 Millionen US-Dollar in den USA.